# Вудивисс, Кэтлин
Кэтлин Вудивисс (англ. Kathleen Woodiwiss; 3 июня 1939, Алегзандрия, Луизиана — 6 июля 2007, Принстон) — американская писательница, автор около 20 любовных романов.

## Биография
Кэтлин Вудивисс (урождённая Кэтлин Эрин Хогг) родилась в Александрии (штат Луизиана) 3 июня 1939 года в семье ветерана Первой мировой войны Чарльза Уингрова Хогга и его жены Глэдис Кокер.
В молодости несколько лет работала фотомоделью в Японии.
С 1972 года — профессиональный писатель. Первый роман «Пламя и цветок» вышел в 1972 году и мгновенно стал бестселлером, как и последовавшие за ним «Шанна», «Пепел на ветру» и другие книги. На сегодняшний день суммарный тираж книг Вудивисс уже превысил десять миллионов экземпляров.
После смерти мужа в 1996 году, Кэтлин Вудивисс переехала в город Принстон, что в штате Миннесота. Писательница скончалась от рака 6 июля 2007 года. Её последняя книга «Вечность» вышла уже после смерти Вудивисс, 30 октября 2007 года.